# American Driver
Pour plus de détails, voir Fiche technique et Distribution.
American Driver est une comédie nigériane sortie en 2017. Le film a été réalisé par Moses Inwang et Evan King. Le film a accueilli des acteurs tels que Jim Iyke, Anita Chris, Nse Ikpe Etim, McPc the Comedian, Emma Nyra, Laura Heuston et Ayo Makun .
American Driver est sorti au Nigéria le 24 février 2017 et a rapporté plus de 41 millions de nairas (soit environ 95 000 euros). Le film s'est classé 8e au box-office nigérian de 2017 et 33e au box-office nigérian de tous les temps. Le film a été nommé « meilleure comédie » lors du People's Film Festival de juin 2017 .

## Synopsis
Jack Curry (interprété par Evan King), un jeune américain, prend un emploi consistant à conduire des célébrités nigérianes aux GIAMA Awards. Curry a accepté cet emploi dans le but d'impressionner sa patronne, Kate (interprétée par Anita Chris). Tout au long de son voyage, il essaie de sympathiser avec l'acteur Jim Iyke.

## Fiche technique
Sauf indication contraire, les informations mentionnées dans cette section peuvent être confirmées par la base de données cinématographiques IMDb,  présente dans la section « Liens externes ».
- Titre original anglophone : The American Driver
- Titre français : The American driver
- Réalisation : Moses Ingwang
- Scénario : Bode Ojo et Moses Ingwang
- Costumes : Francine Ebai
- Sociétés de production : Golden Icons, Sneeze Films et Get Known Production
- Société de distribution: Sneeze Films
- Pays d'origine : Nigéria
- Langues originales : anglais
- Format : couleur
- Genre : Comédie
- Durée : 87 minutes
- Dates de sortie : 
  - Nigéria : 24 février 2017

## Distribution
- Evan King: Jack Curry
- Jim Iyke: Lui même
- Anita Chris: Kate
- Nse Ikpe Etim: Elle même
- Ayo Makun: Lui même
- Emma Nyra: Elle même
- McPc the Comedian: Sunny
- Nadia Buari: Elle même
- Laura Heuston: Mrs. Curry
- Michael Tula: Philip
- Melvin Oduah: Lui même
- Johnny Dewan: Un gérant d'un restaurant indien
- Andie Raven: Dr. Raven
- Vickey Dempsy Burns: Nourrice

## Accueil
Le film a rapporté 41 millions de nairas (environ 95 000 euros) avec les ventes de billets au box-office nigérian.

### Distinctions
American Driver a été nommé meilleure comédie au People's Film Festival de 2017. Le film a également été nommé en tant que « Comédie de l'année » aux Best of Nollywood Awards de 2017.